# Круглоголовка Штрауха
Круглоголовка Штрауха (лат. Phrynocephalus strauchi) — вид ящериц семейства агамовых, обитающий в Центральной Фергане (Узбекистан, Таджикистан, Кыргызстан) в пустынных биотопах. Назван в честь российского зоолога Александра Штрауха (1832—1893).
К настоящему моменту, в результате уничтожения естественной среды обитания, исчез из большей части своего изначального ареала. Охотится на различные виды насекомых. Роют норы в которых прячутся в случае опасности. Длина тела (без учёта хвоста) — не более 5 см. Верхняя часть тела — серая, имеет небольшие пятна и полосы, нижняя часть — светлая, за исключением хвоста, который имеет буровато-голубой цвет у самцов и буровато-жёлтый у самок. В конце весны—начале лета самки откладывают 2—3 яйца, через 35 дней из которых вылупляются молодые особи. Круглоголовка Штрауха занесена в красную книгу Узбекистана.